# Xestia janualis
Xestia janualis là một loài bướm đêm trong họ Noctuidae.